# Univerzitní Sportovní Klub Praha
Lo Univerzitní Sportovní Klub Praha, abbreviato in USK Praha ma noto anche come Slavia Praha è stata una società cestistica, avente sede a Praga, nella Repubblica Ceca. Fondata nel 1953, gioca nel campionato ceco.

## Palmarès

### Titoli nazionali
- Campionato cecoslovacco: 11

1964-65, 1965-66, 1968-69, 1969-70, 1970-71, 1971-72, 1973-74, 1980-81, 1981-82, 1990-91, 1991-92
- Campionato ceco: 3

1993, 1999-00, 2000-01

### Titoli internazionali
- Coppa delle Coppe: 1

1968-69